# 노역장
| |
| 형법 刑法 |
| 형법학 · 범죄 · 형벌 죄형법정주의 |
| 범죄론 |
| 구성요건 · 실행행위 · 부작위범 간접정범 · 미수범 · 기수범 · 중지범 불능범 · 상당인과관계 고의 · 고의범 · 착오 과실 · 과실범 공범 · 정범 · 공동정범 공모공동정범 · 교사범 · 방조범 |
| 항변 |
| 위법성조각사유 · 위법성 · 책임 · 책임주의 책임능력 · 심신상실 · 심신미약 · 정당행위 · 정당방위 · 긴급피난 · 오상방위 · 과잉방위 · 강요된 행위                                     |
| 죄수 |
| 상상적 경합 · 연속범 · 병합죄 |
| 형벌론 |
| 사형 · 징역 · 금고 벌금 · 구류 · 과료 · 몰수 법정형 · 처단형 · 선고형 자수 · 작량감경 · 집행유예                                                                                  |
| 대인범죄 |
| 폭행죄 · 상해치사죄 · 절도죄 |
| 성범죄 · 성매매알선 · 강간죄 |
| 유괴 · 과실치사상죄 · 살인죄 |
| 대물범죄 |
| 손괴죄 · 방화죄 |
| 절도죄 · 강도죄 · 사기죄 |
| 사법절차 방해죄 |
| 공무집행방해죄 · 뇌물죄 |
| 위증죄 · 배임죄 |
| 미완의 범죄 |
| 시도 · 모의 · 공모 |
| 형법적 항변 |
| 자동증, 음주 & 착오 |
| 정신 이상 · 한정책임능력 |
| 강박 · 필요 |
| 도발 · 정당방위 |
| 다른 7법 영역 |
| 헌법 · 민법 · 형법 |
| 민사소송법 · 형사소송법 · 행정법 |
| 포털: 법 · 법철학 · 형사정책 |
| v • d • e • h |

노역장(勞役場)은 벌금 또는 과료를 납입하지 아니한 자에 대하여 선고되는 환형처분을 검사가 집행하는 장소이다. 전국 50여개 교정시설에 350여개의 노역장이 있어 유치된 사람이 수형자 신분으로 노역에 복무하는 것이 원칙이나 당사자가 직접 신청하는 것이 아닌 이상 작업을 하지 않으며 단지 "벌금을 납부할 때까지 구금한다"는 의미만 있다.
벌금 또는 과료(科料)를 선고할 때에는 납입하지 아니하는 경우의 유치기간을 정하여 동시에 선고한다(형법 70조). 벌금을 납입하지 아니한 자는 1일 이상 3년 이하, 과료를 납입하지 아니한 자는 1일 이상 30일 미만의 기간 노역장에 유치하여 작업에 복무하게 한다. 벌금 또는 과료의 선고를 받은 자가 그 일부를 납입한 때에는 벌금 또는 과료액과 유치기간의 일수(日數)에 비례하여 납입금액에 상당한 일수를 제한다(69 ·71조).
벌금과 과료는 판결 확정일부터 30일 이내에 납입하여야 하며 벌금을 납부하지 않은 때는 노역장에 유치한다 라고 형법과 판결문에 기재하나 재산형 등에 관한 검찰사무규칙에 의하여 벌금납부 명령과 독촉을 하며 다만 당사자가 벌금납부를 원하지 않아 노역장을 원할 경우와 관련하여 대검찰청은 "형법 69조 1항이 판결확정일부터 30일 이내에 벌•과금 납입하도록 규정하고 있을 뿐, 본인 승낙을 전제로 그 이전이라도 노역장유치집행을 할 수 있는 것으로 규정하고 있지 않으며 본인 승낙을 전제로 벌•과금 납부기한 이전에 노역장유치집행을 하는 것은 승낙의 임의성 여부에 관하여 향후 다툼이 발생할 소지가 있는 등 노역장유치집행의 공정성과 적정성 확보에도 문제가 있으므로 피고인이 원한다고 하더라도 납입기한 30일 이전에 노역장유치집행을 할 수 없다"고 하면서 벌•과금 미납에 의한 지명통보 수배가 이루어져야만 노역장유치집행을 하는 방법으로 검거되어 교도소에 끌려가는 것이 아니라 노역장을 선택할 권리를 제한하고 있다.
가난한 사람을 차별하는 문제로 법원에 끊임없이 위헌법률심판제청 사건이 신청되었으나 재판의 전제성이 있음에도 위법하게 기각하는 등 사법부에서 위헌을 검토하지 않자 시민사회에서 후원을 받아 벌금을 대납해주는 장발장 은행이 출범하여 운영되고 있으며 국회에서 형법을 개정하여 2016년 1월 6일에 시행된 사회봉사로 대체할 수 있는 500만원 이하의 벌금에 있어서도 1년 이상 5년 이하의 범위에서 집행을 유예할 수 있게 했는데 2020년 1~10월 형사재판 1심 선고 가운데 벌금형의 집행유예가 선고된 경우는 1591건으로 전체 벌금형 선고(5만4873건)의 2.9%에 해당한다. 이는 1심 기준 벌금형 집행유예 비율이 2018년에 1.4%였고, 2019년에는 2.8%에 그친 것과 달리 징역형과 금고형의 집행유예 비율은 2018년 57.2%, 2019년 56.4%로 전체 선고의 절반 이상을 차지한 것과 대조되어 윤석열 검찰총장이 법무부에서 2개월 직무정지 징계가 의결된 직후 일선 검찰청에 "코로나19로 인해 경제적 약자들이 피해를 입지 않도록 벌금형의 집행유예 구형 등을 적절히 활용하라"고 지시하면서 주목받게 됐다.
노역장에 유치된 사례는 2013년 3만5700여건, 2014년 3만7600여건, 2015년 4만2600여건, 2016년 4만2600여건 15,366명이다.
노역장 유치자에게 작업을 부과하지 않아 작업을 수행하지 못한 사람이 청구한 헌법소원 사건에서 "사회적 기본권으로서 국가에 대하여 직접 일자리를 청구할 수 있는 권리가 아니라 고용증진을 위한 사회적·경제적 정책을 요구할 수 있는 권리에 그치는 근로의 권리가 침해되는 것은 아니"라며 각하 결정했다(헌법재판소2013헌마295)